# Peter Jetten
Christopher Peter Jetten (* 26. März 1985 in Toronto, Ontario) ist ein professioneller kanadischer Pokerspieler.

## Pokerkarriere

### Werdegang
Jetten spielt online unter dem Nickname Apathy123 und wurde ab Januar 2011 von Full Tilt Poker gesponsert.
Seine erste Geldplatzierung bei einem Live-Turnier erzielte Jetten im Juli 2006 bei der World Series of Poker (WSOP) im Rio All-Suite Hotel and Casino am Las Vegas Strip. Dort kam er bei drei Turnieren der Variante Texas Hold’em in die Geldränge. Mitte Dezember 2007 belegte er beim Main Event der World Poker Tour im Hotel Bellagio am Las Vegas Strip den mit knapp 80.000 US-Dollar dotierten 18. Platz. Bei der WSOP 2008 wurde Jetten bei der Weltmeisterschaft in Pot Limit Omaha Zweiter und erhielt dafür knapp 530.000 US-Dollar Preisgeld. Anfang Oktober 2008 platzierte er sich beim High-Roller-Event der European Poker Tour in London auf dem vierten Platz, der mit umgerechnet knapp 350.000 US-Dollar bezahlt wurde. Ende Januar 2010 saß der Kanadier am Finaltisch des Main Events der Aussie Millions Poker Championship in Melbourne und wurde Fünfter für umgerechnet über 320.000 US-Dollar. Bei der WSOP 2010 erreichte er im Main Event den siebten Turniertag und schied dort auf dem mit knapp 170.000 US-Dollar dotierten 54. Platz aus. Anschließend wurde es bei Live-Turnieren ruhiger um Jetten und er erzielte bis 2017 lediglich kleinere Preisgelder.
Im Mai 2018 erreichte Jetten bei der Triton Poker Series im montenegrinischen Budva zwei Finaltische und sicherte sich Preisgelder von umgerechnet mehr als 1,6 Millionen US-Dollar. Ende Juli 2018 belegte er bei der Triton Series in Jeju-do einen vierten Platz und erhielt umgerechnet über 800.000 US-Dollar. An gleicher Stelle kam er im März 2019 erneut bei zwei Events der Triton Series in die Geldränge. Dabei wurde er im Main Event Vierter, was ihm sein bisher höchstes Preisgeld von umgerechnet mehr als 1,3 Millionen US-Dollar einbrachte. Mitte Mai 2019 erzielte der Kanadier bei der Triton Series in Budva vier Geldplatzierungen und sicherte sich dadurch Preisgelder von knapp 2 Millionen US-Dollar. Seine bis dato letzte Geldplatzierung erzielte er im November 2021 beim WSOP-Main-Event.
Insgesamt hat sich Jetten mit Poker bei Live-Turnieren mehr als 9 Millionen US-Dollar erspielt.

### Preisgeldübersicht
| Jahr   | Preisgeld (in $) | Turniersiege |
| ------ | ---------------- | ------------ |
| 2006   | 50.946           | 0            |
| 2007   | 121.697          | 0            |
| 2008   | 917.724          | 0            |
| 2009   | 127.110          | 0            |
| 2010   | 658.920          | 0            |
| 2011   | 165.112          | 0            |
| 2012   | 0                | 0            |
| 2013   | 76.558           | 1            |
| 2014   | 21.256           | 0            |
| 2015   | 17.032           | 0            |
| 2016   | 24.496           | 0            |
| 2017   | 17.825           | 0            |
| 2018   | 2.519.639        | 0            |
| 2019   | 4.608.179        | 0            |
| 2020   | 2.146            | 0            |
| 2021   | 20.000           | 0            |
| gesamt | 9.348.640        | 1            |